# Şahinbey Belediye Gençlik ve Spor Kulübü
Il Şahinbey Belediye Gençlik ve Spor Kulübü fu una società pallavolistica turca, avente sede nella città di Gaziantep.

## Storia
Fondato nel 2009, il Şahinbey Belediye Gençlik ve Spor Kulübü raggiunge in soli cinque anni la Voleybol 1. Ligi, dove debutta nella stagione 2014-15, classificandosi al nono posto. Nel corso della stagione 2015-16 il club incontra delle difficoltà economiche, ritirandosi al termine del girone d'andata del torneo e scomparendo da panorama pallavolistico turco.